# Instituto del Servicio Exterior de la Nación
El Instituto del Servicio Exterior de la Nación (ISEN), dependiente del Ministerio de Relaciones Exteriores, Comercio Internacional y Culto, es la única institución que, en la Argentina, tiene a su cargo la formación de los miembros del Servicio Exterior de la Nación. Esto implica la selección de los/las aspirantes a la carrera diplomática, su formación intensiva durante un ciclo inicial de dos años y su actualización profesional a lo largo de la carrera.

## Historia
El ISEN fue creado en el año 1963, tras varios esfuerzos de institucionalización de la formación diplomática y consular del país. Entre sus principales antecedentes e hitos se cuentan:
1. Las leyes del servicio diplomático y consular sancionadas en el año 1905, durante la presidencia de Manuel Quintana. Si bien estas leyes no establecían precisiones sobre la formación diplomático-consular, su reglamentación, decretada por el presidente José Figueroa Alcorta al año siguiente requería que los aspirantes a la carrera diplomática aprobaran una serie de cursos de derecho, política y geografía, impartidos por la Universidad de Buenos Aires.
2. La resolución ministerial de 1919 que, durante el gobierno de Hipólito Yrigoyen, invitaba al personal del Ministerio y del Servicio Exterior a concurrir a cursos brindados por universidades nacionales relativos a las temáticas objeto del trabajo diplomático y consular.
3. La apertura, en 1922 en la ciudad de Rosario, de una Licenciatura para el Servicio Diplomático y otra Licenciatura para el Servicio Consular, en el marco de la Universidad Nacional del Litoral. La primera de ellas se convirtió en 1927 en un Doctorado en Diplomacia.
4. La fundación en 1948 de la Escuela de Diplomacia, dependiente del Ministerio de Relaciones Internacionales y Culto de la presidencia de Juan Domingo Perón. Esta Escuela, renombrada en 1950 como Escuela de Política Internacional, fue la primera institución académica creada a instancias de la Cancillería argentina, lo que garantizaba el ingreso al escalafón del Servicio Exterior de la Nación.
5. La creación del Instituto, en el año 1963, bajo el gobierno provisional de José María Guido. El decreto-ley 2.707 establece los exámenes a rendir para ingresar al Instituto y el reglamento de cursada de quienes, desde entonces, se formarán para ingresar a la carrera diplomático-consular.
6. La sanción, en 1975, de la Ley del Servicio Exterior de la Nación aún vigente (N° 20.957). Durante el gobierno de Isabel Perón, se sanciona la actual Ley Orgánica del Servicio Exterior de la Nación. Allí, se reserva un capítulo específico al ISEN, en que se establece su competencia en la selección y formación de los miembros del Servicio Exterior de la Nación.
7. El dictado, en el año 1987, del decreto reglamentario correspondiente. Durante el gobierno del presidente Raúl Alfonsín, el aludido decreto reglamenta las diferentes instancias de selección y formación que el ISEN tiene a su cargo.

## Funciones
- Difusión de la carrera: El ISEN lleva adelante una intensa actividad de difusión de la carrera y de estímulo a las vocaciones diplomático-consulares, mediante charlas informativas presenciales y virtuales en diversas universidades e instituciones. Con esto se busca garantizar el federalismo, la paridad de género y la diversidad profesional de los miembros del Servicio Exterior de la Nación. Esta línea de acciones ha sido reforzada por el apoyo al lanzamiento del podcast Diplomacia Criolla, desarrollado por un grupo de jóvenes Secretarios/as de Embajada.
- Concurso de ingreso: Además de ser un mecanismo transparente de selección, el Concurso Público Anual de Ingreso al ISEN es la primera de las instancias formativas. Este concurso consta de 3 etapas: una evaluación psicológica, un conjunto de exámenes escritos y un coloquio de aptitud diplomática. Año a año, el ISEN actualiza los programas de las materias y las consignas de los exámenes, apuntando a que quienes aspiren a la carrera diplomática se preparen mediante el estudio intensivo y la actualización en el conocimiento del propio país y del mundo.
- Curso de formación: Quienes resultan seleccionados/as en el concurso ingresan al ISEN en calidad de aspirantes a la carrera diplomática. En este marco, deben tomar un curso intensivo de formación de dos años de duración. Esta formación supone una dedicación exclusiva a la cursada, el estudio y la preparación de exámenes, por lo que los/las aspirantes reciben un estipendio mensual en concepto de beca. Este curso se completa con una formación obligatoria en dos idiomas y con una serie de prácticas profesionales en dependencias de la Cancillería. Quienes cumplen con todas las obligaciones del curso de formación ingresan a la carrera diplomática en el rango de terceros/as secretarios/as.
- Curso de actualización profesional: Quienes acceden al rango de primeros/as secretarios/as deben tomar y aprobar un curso de actualización profesional, que es requisito de ascenso al siguiente rango, esto es: el de consejero/a. Este programa, de cursada virtual e intensiva, está integrado por seminarios, talleres y conferencias que apuntan a brindar una actualización en saberes y capacidades relevantes para la labor diplomático-consular, así como a transmitir los lineamientos de trabajo de las diferentes áreas que integran el Ministerio.
- Tesis profesional: Quienes se desempeñan como consejeros/as deben elaborar una tesis profesional a efectos de su promoción al siguiente rango, esto es: el de ministro/a de segunda clase. A estos efectos, es obligatorio cursar un taller metodológico de elaboración de tesis, brindado por el ISEN en modalidad virtual. Tras la aprobación del taller, están en condiciones de presentar sus tesis, que deben ser defendidas en el ISEN, ante un tribunal integrado por 3 diplomáticos/as de los rangos más elevados de la carrera. Estas tesis permiten sistematizar la experiencia de los miembros del Servicio Exterior de la Nación que están promediando sus carreras y constituyen un acervo de saberes y reflexiones de alto valor para los/las restantes funcionarios/as del Servicio Exterior.
- Cursos de idioma: La Cancillería argentina reconoce 9 idiomas de interés para el desempeño de las labores diplomático-consulares: alemán, árabe, chino, francés, inglés, italiano, japonés, portugués y ruso. Tanto los/las aspirantes becarios/as como los/las funcionarios/as diplomáticos tienen la obligación de estudiar y certificar sus conocimientos en varios de estos idiomas a efectos de avanzar en sus carreras. Consecuentemente, el ISEN ofrece cursos cuatrimestrales en todos estos idiomas, modulados en línea con los niveles del Marco Común Europeo de Referencia (MCER).

## Concurso de ingreso

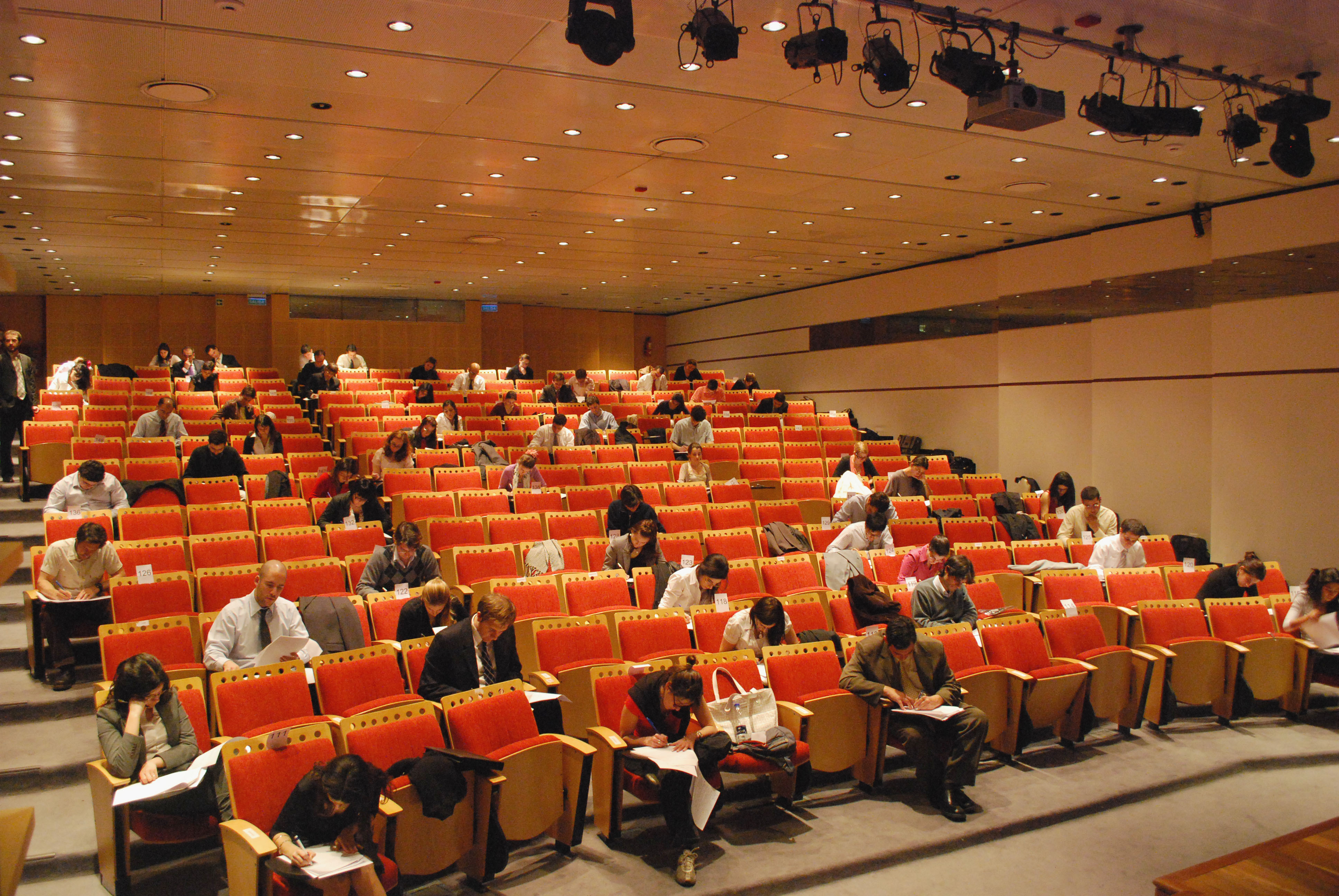
Concurso de Ingreso al ISEN.

El ISEN es la única institución que tiene a su cargo la selección e incorporación de profesionales argentinos/as al Servicio Exterior de la Nación. Este proceso se inicia con un Concurso Público Nacional de Ingreso que se realiza anualmente. Este concurso consta de 3 etapas: una evaluación psicológica, un conjunto de exámenes escritos y un coloquio de aptitud diplomática.
En los exámenes escritos, se evalúan los conocimientos de los/las postulantes en 6 materias: Teoría política, Derecho constitucional, Historia argentina, Derecho internacional público, Historia de las relaciones internacionales y Economía. El conjunto se completa con otras dos instancias escritas: un examen que consiste en la elaboración de dos ensayos relativos a temas de actualidad y una prueba de conocimientos de cultura general y realidad nacional e internacional.
Los exámenes escritos son evaluados mediante la técnica de “doble ciego”. Esto implica, en primer lugar, que ningún concursante conoce quiénes son los/las integrantes del equipo docente que habrán de corregir los exámenes. Y, en segundo lugar, que ningún profesor/a conoce a quién pertenece cada uno de los exámenes que habrá de corregir.

### Requisitos
Quienes tengan interés en participar del Concurso de Ingreso 2023 deben cumplir con los siguientes requisitos:
- Tener nacionalidad argentina (nativa o por opción).
- Tener entre 21 y 35 años de edad al año de la convocatoria del concurso.
- Tener pleno goce y ejercicio de los derechos civiles y políticos.
- Poseer título universitario de grado de validez nacional, correspondiente a un plan de estudios no inferior a cuatro años.
- Poseer un certificado vigente de conocimiento de idioma inglés de nivel B2 o superior.

La información detallada sobre los requisitos y la documentación necesaria para presentarse al concurso está disponible en la página web del ISEN.

### Proceso de selección
La primera etapa consiste en una evaluación psicológica de carácter eliminatorio, a cargo de la Dirección de Salud de la Cancillería, que se lleva a cabo en la sede del ISEN.
La segunda etapa consiste en un conjunto de 8 evaluaciones escritas, sobre las siguientes materias:
1. Principios de derecho constitucional
2. Derecho internacional público
3. Principios de economía y de comercio internacional
4. Historia política y económica argentina
5. Historia de las relaciones políticas y económicas internacionales
6. Teoría política
7. Cultural general y conocimiento de la realidad nacional e internacional
8. Ensayos de actualidad política y económica internacional

Cada uno de estos exámenes es objeto de una calificación separada y se administran simultáneamente en la sede del ISEN y en una serie de universidades nacionales del conjunto del país previamente designadas por el Instituto, de forma de asegurar una adecuada distribución geográfica de las sub-sedes. Para acceder a la tercera etapa, es necesario aprobar todos los exámenes escritos con una nota igual o superior a 4 (cuatro) y obtener un promedio igual o superior a 7 (siete). Debe tenerse en cuenta que, en el promedio de los exámenes escritos, está prevista una ponderación de la nota obtenida en los Ensayos que tiene el triple del valor que la de los restantes exámenes.

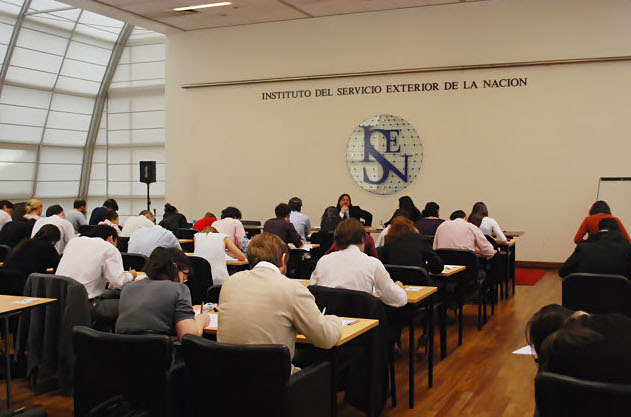
Concurso de Ingreso al ISEN.

Finalmente, la última etapa del consiste por el Coloquio de Aptitud Diplomática que se realiza en la sede del ISEN. El coloquio es una entrevista personal donde se evalúa la idoneidad y aptitud de cada candidato/a para un desempeño eficaz en el Servicio Exterior de la Nación. Se considera la forma en que cada candidato/a se presenta, su desenvoltura y capacidad de expresión. Las preguntas giran en torno a su recorrido y sus intereses profesionales, sus motivaciones para desempeñarse como personal del Servicio Exterior de la Nación y su habilidad para enfrentar situaciones problemáticas. Las entrevistas son conducidas por un tribunal evaluador, integrado por 6 funcionarios/as diplomáticos de rango Embajador/a o Ministro/a y conformado en atención a la paridad de género.

### Preparación y bibliografía
Al abrir cada concurso, el ISEN pone a disposición los programas actualizados de las materias a rendir. Los/las concursantes pueden tomar contacto con la Biblioteca del ISEN-MRECIC a fin de coordinar el acceso a la bibliografía obligatoria de cada programa. Adicionalmente, en la web del ISEN están disponibles los exámenes administrados desde el año 2000 a la fecha. Si bien los exámenes no se repiten, el conocimiento de las pruebas de anteriores concursos permite anticipar la índole de las consignas y ejercitar los conocimientos adquiridos. En muchos casos, los/las postulantes organizan grupos para estudiar en conjunto y compartir información relevante.
Toda la información, bibliografía y documentación necesaria para rendir los exámenes es pública y se encuentra a disposición de cualquier/a postulante. Para prepararse al concurso, no es necesario contar con la intermediación de profesores/a particulares ni instituciones. Por su parte, el ISEN no recomienda ni avala ninguno de los cursos de formación ofrecidos por instituciones privadas.

## Curso de formación
Quienes resultan seleccionados/as en el concurso ingresan al ISEN en calidad de aspirantes a la carrera diplomática. En este marco, deben tomar un curso intensivo de formación de dos años de duración. Esta formación supone una dedicación exclusiva a la cursada, el estudio y la preparación de exámenes, por lo que los/las aspirantes reciben un estipendio mensual en concepto de beca.
La formación brindada por el ISEN involucra la transmisión de saberes relevantes para el relacionamiento argentino con el mundo y la capacitación técnica en los sistemas y procedimientos específicos de las labores diplomática y consular, así como el cultivo de conductas y principios que hacen a la conformación ética de quienes deben representar a la República en el mundo y defender los intereses de sus connacionales.
En la integración de la planta docente, el ISEN tiene en consideración los siguientes criterios:
- El equilibrio entre funcionarios/as de la Cancillería y académicos/as de alto nivel
- La diversidad de instituciones de procedencia de los/las docentes académicos/as
- La diversidad disciplinaria, regional, generacional de los/las docentes intervinientes
- La paridad de género

Este curso se completa con una formación obligatoria en dos idiomas y con una serie de prácticas profesionales en dependencias de la Cancillería. Quienes cumplen con todas estas obligaciones ingresan a la carrera diplomática en el rango de terceros/as secretarios/as.

## Actualización profesional permanente
La labor del ISEN no se agota en la tarea de selección y formación de los nuevos miembros del Servicio Exterior, ya que el Instituto tiene también a su cargo la actualización profesional de los/las funcionarios/as diplomáticos/as en sus distintos niveles jerárquicos.

### Curso de actualización profesional
Quienes acceden al rango de primeros/as secretarios/as deben tomar y aprobar un curso de actualización profesional, que es requisito de ascenso al siguiente rango, esto es: el de consejero/a.
Este programa, de cursada virtual e intensiva, está integrado por seminarios, talleres y conferencias que apuntan a brindar una actualización en saberes y capacidades relevantes para la labor diplomático-consular, así como a transmitir los lineamientos de trabajo de las diferentes áreas que integran el Ministerio.

### Tesis profesional
A los fines del ascenso al rango de Ministro/a de Segunda Clase, los/las funcionarios/as del Servicio Exterior de la Nación deben elaborar una tesis y defenderla exitosamente ante un jurado integrado por funcionarios/as de las categorías más elevadas. 
Las tesis que deben presentarse al ISEN son tesis profesionales que tienen como finalidad que los/las diplomáticos/as reflexionen y analicen en profundidad un tema de interés y relevancia para la política exterior argentina y para la Cancillería. En este sentido, se espera que las tesis contengan, a modo de conclusión, propuestas fundamentadas que contribuyan a la formulación y aplicación de las políticas públicas de competencia del Ministerio.

### Idiomas
La Cancillería argentina reconoce 9 idiomas de interés para el desempeño de las labores diplomático-consulares: alemán, árabe, chino, francés, inglés, italiano, japonés, portugués y ruso.
Tanto los/las aspirantes becarios/as como los/las funcionarios/as diplomáticos tienen la obligación de estudiar y certificar sus conocimientos en varios de estos idiomas a efectos de avanzar en sus carreras.
Consecuentemente, el ISEN ofrece cursos cuatrimestrales en todos estos idiomas, modulados en línea con los niveles del Marco Común Europeo de Referencia (MCER). Actualmente se dictan 45 cursos son tomados por más de 400 personas, incluyendo aspirantes y funcionarios/as.

## Cooperación Institucional

### Acuerdos con Academias Diplomáticas
El Instituto del Servicio Exterior de la Nación mantiene acuerdos de cooperación activos con más de 40 academias diplomáticas en todo el mundo. En esta misma línea, el ISEN participa de los siguientes mecanismos de cooperación entre academias diplomáticas:
- Mecanismo de Coordinación de las Instituciones Diplomáticas del MERCOSUR
- Asociación Iberoamericana de Academias Diplomáticas
- The International Forum on Diplomatic Training (IFDT)

### Intercambio de estudiantes
En el marco de la cooperación con otras academias diplomáticas, el ISEN mantiene un programa de intercambio de estudiantes con la academia diplomática brasileña, el Instituto Río Branco, y la academia diplomática chilena Andrés Bello. Fruto de estos intercambios, funcionarios/as diplomáticos/as argentinos/as se desplazan a Brasilia y Santiago de Chile para tomar los cursos de las academias vecinas, mientras que sus pares brasileños/as y chilenos/as se instalan en Buenos Aires para tomar los cursos del ISEN. Adicionalmente, la Argentina cursa invitaciones a otras academias diplomáticas para que egresados/as seleccionados/as de esos servicios exteriores puedan sumarse a los cursos de su instituto.

### Cursos de idiomas
En el marco de la cooperación entre academias diplomáticas, el ISEN brinda cursos de idioma español para funcionarios/as diplomáticos/as de países de África y del Caribe cuyo idioma oficial no es el castellano. Estos cursos permiten estrechar vínculos con colegas extranjeros/as y difundir el material pedagógico y las certificaciones de idioma desarrolladas por universidades nacionales. Asimismo, el ISEN brinda vacantes en sus cursos virtuales de idiomas para que funcionarios/as diplomáticos/as de la región puedan capacitarse en conjunto con sus pares argentinos/as.

### Acuerdos con Universidades Argentinas
El ISEN tiene también una vinculación permanente con universidades argentinas de todo el país, de gestión pública y tanto como privada. Con este vínculo, se contribuye a las siguientes actividades:
- Difusión de la carrera diplomática y del Concurso Público de Ingreso en todo el país
- Provisión de docentes para la formación de los/las aspirantes y funcionarios/as diplomáticos/as
- Reconocimiento de los cursos del ISEN como créditos que permitan a los/as funcionarios/as SEN cubrir asignaturas equivalentes de programas de maestría y doctorado
- Apertura de sedes en todo el país para el concurso público de ingreso

### Vinculación con Instituciones Públicas
El ISEN enriquece su labor mediante la cooperación y coordinación con diversas reparticiones públicas nacionales y subnacionales, lo que incluye los diferentes Ministerios nacionales e instituciones como el INTA, el INTI y el CONICET entre varias otras. Estas vinculaciones permiten enriquecer la formación y actualización de aspirantes y funcionarios/as mediante el dictado de clases y la organización de visitas.

### Biblioteca del ISEN-MRECIC
El ISEN y la Biblioteca Nacional Doctor Mariano Moreno firmaron un Convenio Marco de Cooperación con el fin de impulsar la colaboración de investigación, desarrollo, promoción, educación, capacitación en la conservación y difusión del material documental de ambas instituciones. Este acuerdo tiene como objetivo principal desarrollar proyectos vinculados a la preservación, puesta en valor y difusión de material microfílmico y bibliográfico de interés para los/las estudiosos/as de temas relacionados con la política exterior nacional e internacional.

## Biblioteca
La gestión del fondo antiguo del Ministerio de Relaciones Exteriores, Comercio Internacional y Culto (MREC) y la colección del Instituto del Servicio Exterior de la Nación (ISEN) está centralizada en el ISEN. Ambas colecciones superan las 100.000 piezas y se componen de libros, revistas, tesis, documentos de trabajo, folletos y recursos electrónicos.
Estos recursos de información reúnen un valioso material de carácter histórico, así como publicaciones recientes que son necesarias para las actividades de docencia e investigación del ISEN y para la elaboración de trabajos sobre temas de interés del Ministerio.
La biblioteca participa de un amplio programa de cooperación con otras entidades nacionales e internacionales de características similares, academias diplomáticas y centros de investigación especializados en relaciones internacionales y forma parte del cuerpo de Coordinadores de UNIRED, Red de Bibliotecas en Ciencias Sociales y Humanidades.
La biblioteca, además de atender a sus usuarios más frecuentes –funcionarios de la Cancillería, profesores y alumnos del ISEN- recibe consultas de otros organismos del Estado y de investigadores nacionales y extranjeros que se ocupan de las relaciones internacionales de la República Argentina.